# Phi đội
| Cơ cấu Anh                                              | Cơ cấu Mỹ         |
| ------------------------------------------------------- | ----------------- |
| Liên đoàn (Group)                                       | Không đoàn (Wing) |
| Không đoàn                                              | Liên đoàn         |
| Phi đoàn                                                | Phi đoàn          |
| Phi đội                                                 | Phi đội           |
| Chú thích: thứ tự lớn nhỏ theo chiều từ trên xuống dưới |                   |

Phi đội (flight) là một đơn vị quân sự trong không quân, không lực hải quân hay không lực lục quân. Thường thường một phi đội có từ ba đến 6 phi cơ với đội ngũ phi công, bộ nhân sự mặt đất riêng; hay trong trường hợp phi đội dưới đất, không bay và cũng không có phi cơ nào thì vẫn có số lượng nhân sự hỗ trợ tương ứng.

## Khối Thịnh vượng chung Anh

### Phi đội bay
Trong Không quân Hoàng gia Vương quốc Anh và không quân của các nước trong Khối Thịnh vượng chung Anh, một phi đội trong những thập niên đầu của không quân là do một Đại úy chỉ huy. Tuy nhiên gần đây thì do một Thiếu tá chỉ huy. Một phi đội thường được chia thành hai biên đội, mỗi biên đội có hai hoặc ba phi cơ và thường được một Đại úy chỉ huy.
Không lực của Lục quân Vương quốc anh và các nước cũng có các phi đội.

### Phi đội mặt đất
Một phi đội mặt đất (không bay) thì tương ứng với một trung đội lục quân và có thể do một Đại úy, Trung uý, Thiếu úy chỉ huy.

## Hoa Kỳ
Các phi đội trong Không quân Hoa Kỳ thường có từ 20 đến 100 thành viên và do một trung úy hay đại úy chỉ huy.

## Việt Nam
Trước đây Không quân Nhân dân Việt Nam không có cơ cấu phi đội dù vẫn dùng như một danh xưng đại chúng. Cuối thập niên 1980, cơ cấu phi đội được áp dụng thay cho cơ cấu tiểu đoàn không quân. Trên danh nghĩa, trung bình một phi đội Việt Nam có từ 8 đến 12 máy bay, do một sĩ quan cấp thiếu tá hoặc trung tá, thậm chí thượng tá chỉ huy.